# My Heart Is Yours
"My Heart Is Yours" er en norsk popballade komponeret af Hanne Sørvaag og Fredrik Kempe, som er indspillet af Didrik Solli-Tangen. Den 6. februar 2010 blev sangen valgt som det norske bidrag til Eurovision Song Contest 2010, der blev afholdt i Oslo i maj 2010. Sangen vandt det norske grandprix med stor sikkerhed, idet den fik næsten dobbelt så mange stemmer som nummer to.
Som repræsentant for værtsnationen var sangen automatisk med i finalen, hvor den endte på en 20. plads med 35 point.

My heart is yours er en ballade, der handler om en mands kærlighed til sin elskede. Teksten beskriver, hvad hun betyder for ham, og hvilke følelser har har for hende. Derfor forsikrer han om, at hans hjerte er hendes, og derfor vil han ikke forlade hende.